# Ministère de la Communication (Burkina Faso)
Le ministère de la Communication et des Relations avec le Parlement, Porte - parole du gouvernement est un département ministériel du gouvernement au Burkina Faso.

## Description

### Siège
Le ministère chargé de la communication a son siège à Ouagadougou.

### Attributions
Le ministère est chargé de la communication, des relations avec le parlement et porte la parole du gouvernement .

### Ministres
Ousséni Tamboura est le ministre chargé de ce département.